# Načelo korespondencije
Načelo korespondencije je načelo koje povezuje novu i staru teoriju mehanike, posebno kvantnu i klasičnu mehaniku. Prema tom načelu, nova teorija mora moći objasniti sve pojave koje je objašnjavala prevladana teorija. Tako kvantna fizika i klasična fizika podjednako uspješno opisuju sustave većih objekata u kojima se Planckova konstanta i valna duljina tvari mogu smatrati zanemarivima. Granica primjene tih dviju teorija vrlo su veliki kvantni brojevi. Za vrlo velike kvantne brojeve promjene vrijednosti fizikalnih veličina tako su malene da gotovo nisu diskretne, odnosno mogu se smatrati kontinuiranima, pa su rezultati zakona kvantne i klasične fizike jednaki. Prema načelu korespondencije nerelativistička i relativistička fizika daju jednake rezultate kad su brzine u promatranome fizikalnom sustavu zanemarivo malene s obzirom na brzinu svjetlosti.

## Objašnjenje
Na prvi pogled čini se da između kvantnih pojava i klasične fizike stoji nepremostivi ponor koji sprečava pogled iz našeg makroskopskog svijeta u svijet atoma. Neočekivanost  (paradoksalnost) uhvaćenih odlomaka iz atomskog zbivanja prikazuje gotovo beznadnim pokušaj da sa svojim svakodnevnim pojmovima prodremo u bit atomskih procesa. Planckovo otkriće diskontinuiranosti atomskih procesa postavilo je dubok jaz između makroskopskih i mikroskopskih procesa. U toj situaciji već su padale tvrdnje da se u načelu ne može prodrijeti u zakonitosti atomskih procesa, da nam, osim skupljanja mnoštva činjenica pokusa, ne preostaje ništa drugo na tom području. Iskustva o atomskim procesima nizala su se, ali sva ta pojedinačna iskustva pokazivala su ipak, usprkos osnovnoj suprotnosti, i dalekosežne analogije s pojavama u svakidašnjem životu. Planckovom univerzalnom konstantom unesen je novi dio (element) u fizičko događanje, no uz taj dio ostaju uščuvane mnoge zakonitosti makroskopske fizike. Nemajući drugih pojmova i zakona osim onih makroskopske fizike, fizičari su bili prisiljeni da, koliko god se to može, atomske procese tumače slično kao makroskopske. Odlučni napredak u tom smjeru učinio je N. Bohr, koji je na osnovu gotovo nepreglednoga iskustvenog materijala o spektralnim linijama bacio prve zrake na atomske procese. Bohr je pošao sa stajališta da između kvantnih i klasičnih procesa postoji dalekosežna analogija. Da se dobije približni klasični model atomskih pojava, treba na klasičnoj fizici izvršiti energični kirurški zahvat. Po Bohru mora se iz kontinuiranog mnoštva klasično mogućih stanja odabrati izvjestan niz diskretnih stanja, a fizička svojstva tako odabranih stanja mogu se tada staviti u paralelu s kvantnim osobinama atomskih sistema. Bohr, naravno, ne može klasično objasniti zašto se elektron kreće samo u određenim elipsama. Diskretnost elektronskih staza unesena je kao strani dio u klasičnu zakonitost. Nemoguće je da se u okviru klasične mehanike shvati zašto se elektron kreće samo u elipsama s kvantiziranom velikom i malom poluosi. Ta diskretnost je postulat kvantne teorije; zadaća kasnije teorije će biti da tom kirurškom zahvatu na klasičnoj mehanici poda dublje značenje. 
Atomi s diskretnim elipsama pokazuju već diskontinuiranost u svojim fizičkim i kemijskim svojstvima. Budući da između pojedinih elipsa postoji konačno veliki skok, to se atomi u tim različitim stanjima strogo i diskontinuirano razlikuju. Treba samo pomisliti na geometrijsku veličinu atoma. Veličina atoma određena je promjerima elipsa, a velika os elipse mijenja se od jednog stacionarnog stanja do drugog kao kvadrat cijelih brojeva. Vrtnjom elektrona oko atomske jezgre određeni su mehanički i magnetski momenti. Zbog tih diskretnih mogućnosti okretanja su, naravno, i mehanički i magnetski moment strogo kvantizirane veličine. Time što jednu klasičnu veličinu kvantiziramo, postaju i druge fizičke veličine diskretne. To je jasno. Ali nije samo po sebi jasno da bi se sve te diskretne klasične veličine podudarale s iskustvenim veličinama atoma. To podudaranje zaista je dalekosežno, to je jedna od temeljnih činjenica pri proučavanju atomskih procesa. 
Postoji međutim i dalekosežna korespodencija između klasičnih frekvencija elektronskih ophodnja i frekvencija svjetlosti koju emitira atom po kvantnoj teoriji. Zbog jednostavnosti ograničit ćemo promatranja najprije na gibanja elektrona po kružnici. Po Keplerovu zakonu znamo da je kod gibanja planeta oko Sunca frekvencija kruženja određena velikom poluosi. Ovdje ćemo izvesti Keplerov zakon uz pretpostavku da se elektron kreće u kružnici. Newtonova jednadžba gibanja glasi:
{\displaystyle m\cdot {\frac {v^{2}}{r}}=Z\cdot {\frac {e^{2}}{r^{2}}}}
Mjesto brzine elektrona možemo uvesti frekvenciju njegove vrtnje. Brzina elektrona jednaka je omjeru između opsega kružnice 2∙r∙π i vremena ophodnje τ:
{\displaystyle v={\frac {2\cdot r\cdot \pi }{\tau }}=2\cdot r\cdot \pi \cdot \nu }
Uvrstivši to u jednadžbu gibanja, dobivamo treći Keplerov zakon:
{\displaystyle v^{2}={\frac {Z\cdot e^{2}}{4\cdot \pi ^{2}\cdot m}}\cdot {\frac {1}{r^{3}}}}
Iz te jednadžbe vidimo, da je i frekvencija elektrona diskretna veličina. Uvrstimo li za polumjer kružnice Bohrov izraz:
{\displaystyle r=n^{2}\cdot {\frac {h^{2}}{4\cdot \pi ^{2}\cdot m\cdot Z\cdot e^{2}}}}
dobivamo za frekvencije elektronskih vrtnja niz vrijednosti:
{\displaystyle \nu ={\frac {4\cdot \pi ^{2}\cdot m\cdot Z^{2}\cdot e^{4}}{n^{3}\cdot h^{3}}}}
Prema klasičnoj teoriji, emitirana svjetlost titra uvijek u ritmu električnih naboja. Frekvencija vrtnji je diskretna veličina, pa elektron zrači svjetlost oštro različitih, diskontinuiranih frekvencija. Pojavu oštrih spektralnih linija nalazimo dakle i u tom poluklasičnom modelu. Veliko je bilo Bohrovo otkriće što je našao vezu između tih klasičnih frekvencija elektronskih ophodnja i frekvencija svjetlosti emitiranih po kvantnoj teoriji. Frekvencije svjetlosti u kvantnoj fizici određene su, po Bohrovu postulatu, razlikom (diferencijom) energija između različitih stacionarnih stanja. Kod prijelaza elektrona iz stacionarnog stanja s kvantnim brojem n - 1 dana je frekvencija jednadžbom:
{\displaystyle \nu _{n\,n-1}={\frac {E_{n}-E_{n-1}}{h}}}
Po Bohrovom načelu korespodencije tim kvantnim frekvencijama približno odgovaraju klasične frekvencije elektronskih ophodnja. Pored toga podudaranja u frekvencijama emitirane svjetlosti postoji načelna razlika između kvantnog i klasičnog procesa emisije. U klasičnoj fizici frekvencija je svjetlosti dana titranjem elektrona u pojedinoj kružnici. Klasične frekvencije su svojstva samih pojedinih stacionarnih stanja; emitirana svjetlost daje vjeran odraz gibanja elektrona. Naprotiv, u kvantnoj teoriji frekvencije su dane prijelazom iz jednoga stacionarnog stanja u drugo. One su svojstvo kvantnih skokova, a ne pojedinih stacionarnih stanja. Usprkos toj osnovnoj razlici u načinu emisije postoji kvantitativno slaganje klasičnih i kvantnih frekvencija. Za vodikov atom možemo lako, po Bohrovu postulatu, proračunati frekvencije dane prijelazom elektrona iz kvantnog stanja n u kvantno stanje n - 1:
{\displaystyle \nu _{n\,n-1}=-{\frac {2\cdot \pi ^{2}\cdot m\cdot Z^{2}\cdot e^{4}}{n^{2}\cdot h^{3}}}+{\frac {2\cdot \pi ^{2}\cdot m\cdot Z^{2}\cdot e^{4}}{(n-1)^{2}\cdot h^{3}}}={\frac {2\cdot \pi ^{2}\cdot m\cdot Z^{2}\cdot e^{4}}{h^{3}}}\cdot {\frac {2\cdot n-1}{n^{2}\cdot (n-1)^{2}}}}
Za velike n možemo staviti u nazivniku n - 1 staviti jednako n, a u brojniku možemo 1 zanemariti pored 2∙n. Dobivamo:
{\displaystyle \nu _{n\,n-1}={\frac {4\cdot \pi ^{2}\cdot m\cdot Z^{2}\cdot e^{4}}{h^{3}\cdot n^{3}}}}
A to se doista podudara s klasičnim frekvencijama vrtnje elektrona oko atomske jezgre. Emitira li elektron svjetlost prelazeći iz stacionarnog stanja n = 100 u stacionarno stanje n = 99, ta je frekvencija tada jednaka frekvenciji kojom se elektron vrti u kružnici s kvantnim brojem n = 100.
Treba naglasiti da načelo korespodencije zahtijeva slaganje između klasičnog modela i kvantne stvarnosti samo za velike kvantne brojeve. 
Bohrov model s diskretnim kružnicama predstavlja samo klasičnu sliku atoma. Ta klasična slika atoma daje ispravno mnoge zakonitosti mikrosvijeta, te njome možemo dobiti dobar uvid u strukturu atoma. No ne može biti dovoljno naglašeno da je to samo slika. Bilo bi potpuno pogrešno doslovno shvatiti taj model atoma. Gibanje elektrona u jednoj od odabranih klasičnih kružnica samo je analogija za opstanak stacionarnih stanja u kvantnoj fizici. Treba se sjetiti da po klasičnoj fizici elektron zrači vrteći se u tim kružnicama, dok se po kvantnoj teoriji u samim stacionarnim stanjima ne događa nikakva emisija. Načelo korespodencije, doduše, izražava da je frekvencija elektrona u kruženju oko jezgre približno jednaka emitiranoj kvantnoj frekvenciji, ali načelo korespodencije nikako ne tvrdi da je klasična slika vjeran odraz kvantne stvarnosti. Između procesa u makrosvijetu i mikrosvijetu postoji principijelna razlika, koja je stvorena pojavom Planckove konstante. Bohr već unosi u klasičnu fiziku strani element kad iz klasičnog kontunuuma odabira samo neke kružnice. No tim izuzimanjem izvjesnih kružnica nije nipošto već dana kvantna teorija atomskih procesa. I poslije kirurškog zahvata u klasični kontinuum ostaje Bohrov atomski model u suštini klasičnim, jer je gibanje elektrona u pojedinim kružnicama regulirano Newtonovim zakonom gibanja, a emisija svjetlosti u pojedinoj kružnici klasičnom teorijom elektromagnetizma. Usprkos tome svojem klasičnom karakteru, svojstva tih diskretnih elektronskih staza slična su svojstvima kvantnih procesa. No, prilikom te usporedbe ne smije se zorni karakter klasičnih procesa prenijeti na kvantnu stvarnost. Nema u klasičnoj fizici ništa što bi po svome konkretnom značenju odgovaralo kvantnom skoku iz jednog stacionarnog stanja u drugo. Tvrdnja načela korespodencije sastoji se jedino u tome, da je titranje elektrona u klasičnom modelu približno jednako titranju svjetlosti emitirane prilikom kvantnog skoka. 
Da bismo dobili detaljnu korespodentnu sliku atoma, moramo mjesto Bohrovih kružnica promatrati gibanje elektrona u diskretnim elipsama. Pri gibanju u kružnici elektron izvodi pravilno harmoničko titranje i, prema klasičnoj teoriji elektromagnetizma, emitira svjetlost samo jedne frekvencije. Za gibanje elektrona u elipsi to više ne vrijedi, jer gibanje elektrona u elipsi nije više harmoničko titranje. Svjetlost, emitirana gibanjem elektrona u elipsi, sadrži po zakonima klasične valne teorije više frekvencija. Titranja elektrona u atomskom modelu s eliptičnim stazama isto su tako diskretna kao i titranja kod prvotnog Bohrova modela. Budući da su veličine velikih poluosi diskretnih elipsa jednake polumjerima Bohrovih kružnica, to su i frekvencije elektronskih ophodnja jednake u oba modela. Te frekvencije označit ćemo redom prema kvantnom broju sa; ν1, ν2, ν3, ν4, … ν1 je frekvencija elektrona u stabilnom stanju, ν2 je frekvencija elektrona u prvom pobuđenom stanju i tako dalje. Promatrajmo gibanje elektrona u jednom stacionarnom stanju s frekvencijom νn. Dok se elektron vrti u kružnici, njegovo je titranje u smjeru osi x harmoničko:
{\displaystyle x=a\cdot \cos(2\cdot \pi \cdot \nu _{n}\cdot t+\alpha )}
Kad se elektron kreće u elipsi, periodično titranje opet ima frekvencija νn, ali nije više harmonično. Opće periodično titranje s frekvencijom νn može se po Fourierovu teoremu prikazati sumom harmoničnih titranja:
{\displaystyle x=a_{1}\cdot \cos(2\cdot \pi \cdot \nu _{n}\cdot t+\alpha _{1})+a_{2}\cdot \cos(2\cdot \pi \cdot \nu _{n}\cdot t+\alpha _{2})+a_{3}\cdot \cos(2\cdot \pi \cdot \nu _{n}\cdot t+\alpha _{3})+\,...}
Titranje se slaže iz osnovnog harmoničnog titraja i gornjih harmoničnih titraja frekvencije 2∙νn, 3∙νn, 4∙νn, …. Oznakom a1 označili smo amplitudu osnovnog harmoničnog titraja, s a2 amplitudu gornjeg harmoničnog titraja frekvencije 2∙νn, s a3 amplitudu gornjeg harmoničnog titraja frekvencije 3∙νn i tako dalje. Neharmonični karakter titranja u elipsi odrazuje se i u emitiranoj svjetlosti. Takav elektron emitira svjetlost frekvencije νn, 2∙νn, 3∙νn, … Slika svjetlosti, koju emitira elektron po klasičnoj teoriji u eliptičnom atomskom modelu, mnogo je bogatija te se njome može postići potpuna analogija s frekvencijama svjetlosti, koju emitira po kvantnoj teoriji. 
Pored frekvencije označuje emitiranu svjetlost i jakost (intenzitet) svjetlosti pojedinih frekvencija. Jakosti svjetlosti pojedinih frekvencija određuje amplitudu a1, a2, a3, … Kvadrat amplitude a12 daje jakost svjetlosti frekvencije νn, a22 daje jakost svjetlosti frekvencije 2∙νn i tako dalje. Općenito gornjoj frekvenciji k∙νn (k je cijeli broj) odgovara jakost svjetlosti određena s ak2. Frekvenciju νn i amplitude ak možemo proračunati iz eliptične staze elektrona u atomu. Prema tome se na osnovu klasične fizike dadu za eliptični model teorijski odrediti frekvencije i jakost svjetlosti koju emitira atom. Tako proračunate spektralne linije možemo usporediti sa stvarnim spektralnim linijama. 
Ovu klasičnu teoriju spektralnih linija stavit ćemo sada u paralelu s kvantnom teorijom emisije. Po kvantnoj teoriji, spektralne linije imaju svoje porijeklo u kvantnim skokovima atoma. Klasična emisija u elipsi s kvantnim brojem n korespondira prijelazima atoma koji počinju iz stacionarnih stanja s kvadratnim brojem n. Iz stacionarnog stanja s energijom En mogući su prijelazi u stacionarna stanja nižih energija En-1, En-2, En-3, … Emitirane frekvencije, prilikom tih prijelaza, dane su izrazima:
{\displaystyle \nu _{n\,n-1}={\frac {E_{n}-E_{n-1}}{h}}}
{\displaystyle \nu _{n\,n-2}={\frac {E_{n}-E_{n-2}}{h}}}
{\displaystyle \nu _{n\,n-3}={\frac {E_{n}-E_{n-3}}{h}}}
Svjetlosti svake od tih frekvencija pripada izvjesna jakost. Jakost svake spektralne linije određen je vjerojatnošću prijelaza iz jednog u drugo stacionarno stanje. S An n-k označit ćemo vjerojatnost prijelaza iz stanja n u stanje n-k. Kvantnim energijama i vjerojatnostima prijelaza određena je potpuno emitirana svjetlost atoma. 
Dokazali smo da se za velike kvantne brojeve n klasične frekvencije νn podudaraju s kvantnim frekvencijama νn n-1. No tada se automatski podudaraju i Fourierove frekvencije 2∙νn, 3∙νn i tako dalje s kvantnim frekvencijama νn n-2, νn n-3 i tako dalje. To je stoga što energije atoma postaju kod visokih kvantnih brojeva približno s jednakom razlikom (ekvidistantne). Tvrdnja je načela korespodencije da ovo podudaranje ne postoji samo za frekvencije nego i za jakost spektralnih linija. U klasičnoj teoriji jakost svjetlosti je određena kvadratom Fourierovih koeficijenata. Prema načelu korespodencije kvadratu Fourierovih koeficijenata a12 odgovara kvantna veličina An n-1, koja određuje vjerojatnost prijelaza iz stanja n u stanje n - 1. Kvadratu Fourierovih koeficijenata a22 odgovara kvantna veličina An n-2 i općenito ak2 odgovara An n-k. Prema tome svim kvantnim frekvencijama i jakostima korespondiraju određeni izrazi u klasičnoj slici. Iako je očigledni smisao klasične emisije sasvim različit od kvantne, klasični model s diskretnim eliptičnim stazama daje vjernu sliku svjetlosti, koju atom emitira. Slaganje između klasičnih i kvantnih frekvencija i amplituda je to bolje što je veći kvantni broj stacionarnog stanja. Za izvenredno velike kvantne brojeve to podudaranje postaje savršeno. Prema manjim kvantnim brojevima kvantitativno se slaganje sve više gubi, a preostaje još samo kvalitativna analogija. 
Velika dobit korespodencije između klasičnih frekvencija k∙νn i kvantnih νn n-k sastoji se u tome da se jakost svjetlosti koja odgovara kvantnom prijelazu iz stacionarnog stanja n u stacionarno stanje n - k dade približno odrediti iz klasičnih amplituda ak. Prije postanka stroge kvantne mehanike ovo određivanje vjerojatnosti kvantnih prijelaza na osnovu klasičnih elektronskih staza bila je jedina mogućnost teorijskog proračuna i ono je i do danas zadržalo veliku vrijednost. 
Po Bohru postoji između kvantnih i klasičnih procesa dalekosežna korespodencija. Sva minucioznost mikrosvijeta, sa svim pojedinostima, odrazuje se u klasičnoj slici. Putokaz za preslikavanje mikrosvijeta na klasične zorne slike je Bohrovo načelo korespodencije. Načelo korespodencije je ključ za razumijevanje atomskih procesa. Njegovo značenje ne sastoji se u tome, da omogući točan proračun atomskih procesa. To ne može nikada pružiti jedno takvo načelo. Značenje načela korespodencije je u tome da ukazuje na dalekosežnu analogiju između kvantnih procesa i klasične slike tih procesa. 
Granice klasičnoj fizici bile su stavljene Planckovom konstantom. Kod procesa, u kojima se Planckova konstanta može smatrati beskonačno malenom, mogu se primijeniti u potpunosti zakoni klasične fizike. Kad, naprotiv, atomske veličine postaju istog reda kao i Planckova konstanta, tada ulazi u fizičko zbivanje nova crta, koja je tipična za čitavu kvantnu fiziku. Smisao načela korespodencije je u tome što on izriče, da i poslije prijelaza ka konačnoj vrijednosti Planckove konstante ostaju uščuvane kvalitativno crte klasične fizike. Opstanak univerzalne konstante h ne razara potpuno klasične zakonitosti. Očuvanje mnogih crta klasične fizike u atomskim procesima pruža nam mogućnost da o atomskim procesima stvaramo zorne, očigledne modele. Tim zornim modelima, sličnim svakidašnjoj stvarnosti, možemo djelomično tumačiti i kvantnu stvarnost i postići zorne slike načela nezornih kvantnih skokova. Tako je načelo korespodencije najvažnije sredstvo da nađemo fizičko tumačenje kvantnih zakona. 
Prema svemu, što smo dosad rekli, mora biti jasno da se ne smije doslovno shvatiti Bohrov model atoma. Iz beskonačnog kontinuuma klasičnih elipsa uzima Bohr samo jedan diskretan niz koji predstavlja jedino moguće elektronske staze. Takav reducirani klasični sistem doista približno zrači svjetlost kakvu opažamo u pokusu. Samo što je zorni proces toga zračenja u klasičnom modelu bitno različit od onoga u kvantnoj teoriji. U klasičnom modelu zračenje je neposredno vezano uz svojstva pojedinih elektronskih staza; elektron kontinuirano emitira svjetlost mijenjajući neprestano smjer i veličinu svoje brzine. U kvantnoj teoriji, naprotiv, zračenje se pojavljuje kao diskontinuirani proces, prouzrokovan prijelazom elektrona iz jednoga stacionarnog stanja u drugo. Iako je klasični model dobar u računu frekvencije, jakosti (intenziteta) i polarizacije spektralnih linija, ipak taj model doslovno shvaćen daje pogrešnu sliku o atomskim procesima. Osnovna klasična predodžba Bohrova modela je staza koju elektron opisuje u svojem gibanju oko jezgre. Glavna razlika između klasičnoga i kvantnog mehanizma zračenja elektrona u atomu ukazuje na to da upotreba pojma staze u mikroskopskim veličinama možda uopće više nije dopustiva. Podudaranje između klasičnih i kvantnih frekvencija u povijesti kvantne teorije sve je više ukazivalo na to da će se razumijevanje atomskih procesa postići time da se odrekne zorni smisao izvjesnim klasičnim slikama, ali da se ipak zadrže neke zakonitosti koje vrijede za klasične veličine. Odlučni korak u tom smjeru učinio je 1925. W. Heisenberg zabacivši uopće predodžbu o stazama elektrona u atomu. Heisenberg je pošao sa stajališta da teorija atomskih procesa mora promatrati amplitude i frekvencije kao jedino fizički stvarne, ne vežući s tim veličinama klasičnu predodžbu elektronskih staza u atomu. 
Umjesto klasičnih frekvencija i amplituda, koje slijede iz Fourierove analize diskretnih klasičnih elektronskih staza, Heisenberg promatra odgovarajući niz frekvencija νn m i amplituda an m, koji odgovaraju prijelazima elektrona iz stacionarnog stanja n u stacionarno stanje m. Jednako kao kod klasičnih Fourierovih koeficijenata, moraju i ovdje kvadrati kvantnoteorijskih amplituda određivati jakosti spektralnih linija. Dakle a2nm daje vjerojatnost prijelaza atoma iz stanja n u stanje m. Kvadrati kvantnoteorijskih amplituda u bitnom se podudaraju s koeficijentima Anm, što nam ovdje upravo i razjašnjuje pojam "amplitude" u kvantnoj teoriji. Ta "amplituda" nema ono zorno značenje iz titranja elektrona. To ime uzimamo prije svega zato da istaknemo usku vezu s Fourierovim koeficijentima.
Kvantne frekvencije νn m i amplitude an m čine kvadratičnu shemu. Uzmimo, zbog jednostavnosti, jedan atomski sistem za četiri stacionarna stanja. Energije su E1, E2, E3 i E4. Nanesemo li energije pojedinih stacionarnih stanja u vodoravni i okomiti red i izvučemo li redom paralelne vodoravne linije i okomice, amplituda i frekvencija u pojedinom kvadratu odgovara prijelazu elektrona između dviju energija. Na primjer a31, νn31 odgovaraju prijelazu elektrona iz energije E3 u energiju E1. 
Poznavanjem kvantnih amplituda i frekvencija uglavnom je iscrpljeno naše znanje o atomu. Općenito imaju atomski sistemi vrlo mnogo, štoviše, neizmjerno mnogo diskretnih energija. To, naravno, znatno povećava broj elemenata u kvadratnoj shemi. Takav dvodimenzionalni sistem νnm, a nm zove se matrica. Određenjem matrice izvjesnog atomskog sistema riješen je glavni problem o tom atomskom sistemu. Matrica sa svojim elementima νnm, a nm neposredno iskazuje sve što znamo o atomskim procesima na osnovu promatranja spektralnih linija. Iskustveno gradivo o spektralnim linijama može se, po Ritzovu principu kombinacije, uvijek sistematizirati jednom matricom koja ima toliko redova, odnosno stupaca, koliko ima diskretnih spektralnih terma. Element matrice odgovara kombinaciji između dva spektralna terma. 
Kao temeljnu zadaću kvantne mehanike postavlja Heisenberg teoretsko određenje matrice na osnovu poznavanja sila i sastava atomskog sistema. O vodiku znamo da se sastoji od protona i jednog elektrona i da između tih dviju čestica djeluje poznata Coulombova sila. Treba za taj kao i za svaki drugi poznati atomski sistem naći matematičke jednadžbe, koje nam omogućuju da proračunamo diskretne energije i vjerojatnosti prijelaza između različitih stacionarnih stanja. Za svaki atomski sistem moramo odrediti pripadnu matricu. Da nađe zakone, koji određuje elemente matrica, poveo se Heisenberg za Bohrovim načelom korespodencije. U klasičnoj fizici fizičko značenje Fourierovih elemenata dano je s jedne strane njihovom integracijom u stazu elektrona, a s druge strane spektralnim sastavom emitirane svjetlosti.  
Neodrživost klasične predodžbe staze u atomskim dimenzijama, a kvalitativno slaganje klasičnih Fourierovih elemenata i iskustvenih kvantnih frekvencija i amplituda, navelo je Heisenberga na misao da za kvantne veličine νnm, anm, vrijede slični zakoni kao i za klasične Fourierove elemente, ali da se te kvantne veličine ne smiju vezati uz zorne predodžbe staza. U nuklearnoj fizici treba više da mislimo na same Fourierove elemente, a da ih pri tom ne povezujemo u stazu elektrona. Fourierovi elementi nastupaju kao samostalne fizičke veličine, a njihovo fizičko značenje očituje se u emitiranoj svjetlosti. To je, ukratko rečeno, osnovna ideja Heisenbergove mehanike matrica, koja je nastala dosljednom primjenom načela korespodencije na atomske procese. 
U Heisenbergovoj kvantnoj mehanici povezani su elementi matrice u formalno slične zakone kao Fourierovi elementi u klasičnoj mehanici. Uz tu formalnu sličnost, uzrokovanu načelom korespodencije, postoji bitna razlika u fizičkom značenju klasičnih i kvantnih veličina. Elementi matrice nemaju neposredno fizičko značenje, i ne mogu se vezati uz zorne predodžbe elektronskih staza. Apstraktni matematički kostur mehanike matrica dobiva tek svoje puno fizičko značenje primjenom načela korespodencije. Klasičnim veličinama korespondiraju u kvantnoj teoriji pripadne matrice, taj recipročni odnos objašnjuje fizički smisao pojedinih matematičkih tvorevina, građenih od matrica. Iako račun s matricama predstavlja formalni matematički proces, ipak se rezultati kvantnoteoretskih računa daju uvijek zorno tumačiti tako da matrice usporedimo s klasičnim veličinama.